# Um Homem do Ribatejo
Um Homem no Ribatejo é um filme português realizado em 1946 por Henrique Campos.
Os principais atores deste filme são Barreto Poeira e Eunice Muñoz, como protagonistas principais. De destaque a fadista Hermínia Silva no papel de uma cantora cigana interpretando o famoso "Fado da Sina".
O filme estreou em 27 de setembro de 1947 nos cinemas Capitólio e Politeama.

## Assuntos
O filme relata a vida dura dos campinos na província portuguesa do Ribatejo. No final faz-se uma alusão às cheias que por vezes devastam aquela região e que na década de 1940 tinham consequências muito mais catastróficas que na atualidade.

## Sinopse
O filme inicia-se com o casamento de Manuel (Barreto Poeira) com Maria Loba, enquanto decorria os festejos do casamento, Manuel é informado da tragédia que matara o seu irmão por um touro feroz chamado "Besoiro", esse mesmo animal já havia morto uns tempos antes seu próprio pai. Manuel foi incumbido pelo proprietário da terras a suceder ao seu irmão como maioral, mas recusa por causa do trauma da morte de seu pai e seu irmão que exerciam a mesma função. Injustamente acusado de covardia por Belinha (Eunice Muñoz), a filha do proprietário, Manuel que a ama em silêncio, mas que devido à condição social oposta de ambos os apaixonados, decide abandonar a lezíria. Mais tarde, salva a sua amada Belinha da fúria do famoso touro "Besoiro" e depois de compreender que o amor entre ambos era impossível, dado o desnível social entre ambos (o pai dela jamais aceitaria aquela relação), decide reatar o casamento com Maria Loba. O filme termina com uma terrível cheia que assolou a região do Ribatejo, tendo Manuel salvo todos os bois da manada do seu patrão exceto o terrível "Besoiro" e claro a sua mulher que se encontrava no telhado da casa, visto que o resto da casa estava toda inundada. Ficou sabendo que ela estava grávida e assim termina o filme.

## Elenco
- Barreto Poeira como Manuel
- Eunice Muñoz como Belinha
- Linda Maria como Lena
- Carlos Coelho
- Manuel Correia
- Costinha como Saraiva
- Luísa Durão
- Augusto Gomes
- Maria Olguim
- Assis Pacheco
- António Palma
- Alberto Ribeiro
- Maria Schultz
- Hermínia Silva como cigana, cantando o "Fado da Sina"
- [carece de fontes?]
- [carece de fontes?]